# Hamza al-Ghamdi
Hamza al-Ghamdi (arabiska: حمزة الغامدي, även Alghamdi), född 18 november 1980 i al-Baha, Saudiarabien, påstås vara en av kaparna på United Airlines Flight 175 som flög in i World Trade Center den 11 september 2001.